# John Taihuttu
John Taihuttu (Venlo, 18 de noviembre de 1954-17 de enero de 2016) fue un futbolista neerlandés que jugaba en la demarcación de extremo.

## Biografía
Empezó jugando en clubes como el SC Irene, VV VOS y el TSC '04, hasta que en 1981 fichó por el VVV Venlo a manos del entrenador Sef Vergoossen. Jugó en el club hasta 1985 en la Eerste Divisie, consiguiendo como mejor resultado un segundo puesto en liga en la temporada 1984/1985, ascendiendo a la Eredivisie. Se fue en calidad de cedido durante media temporada al Fortuna Sittard, hasta que volvió de nuevo al VVV Venlo hasta 1986. Posteriormente jugó en el RFC Roermond y en el VV VOS, donde acabó su carrera deportiva.
Falleció el 17 de enero de 2016 a los 61 años de edad.

## Clubes
| Club                     | País         | Año         | Partidos | Goles |
| ------------------------ | ------------ | ----------- | -------- | ----- |
| VVV Venlo                | Países Bajos | 1981 - 1985 | 99       | 35    |
| Fortuna Sittard (cedido) | Países Bajos | 1985        | 6        | 0     |
| VVV Venlo                | Países Bajos | 1985 - 1986 | 16       | 1     |